# Kovalenter Radius
Der kovalente Radius bezeichnet den halben Abstand zweier Atome desselben chemischen Elements, die kovalent gebunden sind. Dieser Radius hängt auch von der Art der kovalenten Bindung (Einfach-, Doppel- oder Dreifachbindung) ab sowie von der Elektronegativität bei unterschiedlichen Bindungspartnern.
Man unterscheidet zudem den Atomradius und den Van-der-Waals-Radius.

Die Atome der Elemente in der Anordnung des Periodensystems in maßstäblicher Darstellung ihres kovalenten Radius in pm.

Im nachfolgenden Periodensystem sind zu jedem Element die Kovalenzradien von Einfach-, Doppel- und Dreifachbindungen angegeben, soweit diese bekannt sind (n. b. = nicht bekannt).
| Gruppe  | 1            | 2              | 3              |                |                |                |                  |                  |                  |                  |                   |                  |                  |                    |                  |                    |                  | 4              | 5              | 6              | 7              | 8              | 9              | 10             | 11             | 12             | 13                 | 14                 | 15                 | 16                 | 17                 | 18                 |
| ------- | ------------ | -------------- | -------------- | -------------- | -------------- | -------------- | ---------------- | ---------------- | ---------------- | ---------------- | ----------------- | ---------------- | ---------------- | ------------------ | ---------------- | ------------------ | ---------------- | -------------- | -------------- | -------------- | -------------- | -------------- | -------------- | -------------- | -------------- | -------------- | ------------------ | ------------------ | ------------------ | ------------------ | ------------------ | ------------------ |
| Periode |              |                |                |                |                |                |                  |                  |                  |                  |                   |                  |                  |                    |                  |                    |                  |                |                |                |                |                |                |                |                |                |                    |                    |                    |                    |                    |                    |
| 1       | H 32 –       |                |                |                |                |                |                  |                  |                  |                  |                   |                  |                  |                    |                  |                    |                  |                |                |                |                |                |                |                |                |                |                    |                    |                    |                    |                    | He 46 –            |
| 2       | Li 133 124 – | Be 102 90 85   |                |                |                |                |                  |                  |                  |                  |                   |                  |                  |                    |                  |                    |                  |                |                |                |                |                |                |                |                |                | B 85 78 73         | C 75 67 60         | N 71 60 54         | O 63 57 53         | F 64 59 53         | Ne 67 96 –         |
| 3       | Na 155 160 – | Mg 139 132 127 |                |                |                |                |                  |                  |                  |                  |                   |                  |                  |                    |                  |                    |                  |                |                |                |                |                |                |                |                |                | Al 126 113 111     | Si 116 107 102     | P 111 102 94       | S 103 94 95        | Cl 99 95 93        | Ar 96 107 96       |
| 4       | K 196 193 –  | Ca 171 147 133 | Sc 148 116 114 |                |                |                |                  |                  |                  |                  |                   |                  |                  |                    |                  |                    |                  | Ti 136 117 108 | V 134 112 106  | Cr 122 111 103 | Mn 119 105 103 | Fe 116 109 102 | Co 111 103 96  | Ni 110 101     | Cu 112 115 120 | Zn 118 120 –   | Ga 124 117 121     | Ge 121 111 114     | As 121 114 106     | Se 116 107         | Br 114 109 110     | Kr 117 121 108     |
| 5       | Rb 210 202 – | Sr 185 157 139 | Y 163 130 124  |                |                |                |                  |                  |                  |                  |                   |                  |                  |                    |                  |                    |                  | Zr 154 127 121 | Nb 147 125 116 | Mo 138 121 113 | Tc 128 120 110 | Ru 125 114 103 | Rh 125 110 106 | Pd 120 117 112 | Ag 128 139 137 | Cd 136 144 –   | In 142 136 146     | Sn 140 130 132     | Sb 140 133 127     | Te 136 128 121     | I 133 129 125      | Xe 131 135 122     |
| 6       | Cs 232 209 – | Ba 196 161 149 | La 180 139     | Ce 180 139     | Pr 163 137 131 | Nd 176 138 128 | Pm 174 137 n. b. | Sm 172 134 n. b. | Eu 168 134 n. b. | Gd 169 135 132   | Tb 168 1358 n. b. | Dy 167 133 n. b. | Ho 166 133 n. b. | Er 165 133 n. b.   | Tm 164 131 n. b. | Yb 170 129 n. b.   | Lu 162 131       | Hf 152 128 122 | Ta 146 126 119 | W 137 120 115  | Re 131 119 110 | Os 129 116 109 | Ir 122 115 107 | Pt 123 112 110 | Au 124 121 123 | Hg 133 142 –   | Tl 144 142 150     | Pb 144 135 137     | Bi 151 141 135     | Po 145 135 129     | At 147 138         | Rn 142 145 133     |
| 7       | Fr 223 218 – | Ra 201 173 159 | Ac 186 153 140 | Th 175 143 136 | Pa 169 138 129 | U 170 134 118  | Np 171 136 116   | Pu 172 135 n. b. | Am 166 135 n. b. | Cm 166 136 n. b. | Bk 168 139 n. b.  | Cf 168 139 n. b. | Es 165 140 n. b. | Fm 167 n. b. n. b. | Md 173 139 n. b. | No 176 n. b. n. b. | Lr 161 141 n. b. | Rf 157 140 131 | Db 149 136 126 | Sg 143 128 121 | Bh 141 128 119 | Hs 134 125 118 | Mt 129 125 113 | Ds 128 116 112 | Rg 121 116 118 | Cn 122 137 130 | Nh 136 n. b. n. b. | Fl 143 n. b. n. b. | Mc 162 n. b. n. b. | Lv 175 n. b. n. b. | Ts 165 n. b. n. b. | Og 157 n. b. n. b. |